# Căpitanul Phillips (film)
Căpitanul Phillips (în engleză Captain Phillips) este un film american din 2013, regizat de Paul Greengrass și scris de Billy Ray. A fost în cinematografe pe 11 octombrie 2013. Filmul a primit șase nominalizări la Premiile Oscar.